# Zinkfeber
Zinkfeber även känt som zinkfrossa, galvfrossa, eller svetsfrossa, är en typ av förgiftning, som främst orsakas av exponering för kemikalier som zinkoxid (ZnO), aluminiumoxid (Al2O3) eller magnesiumoxid (MgO) som produceras som biprodukter i ångorna som uppstår när vissa metaller värms upp. Andra vanliga källor är rykande silver, guld, platina och krom.
Symtomen ger bland annat frossbrytningar och feber. Zinkfeber kan även ge följande symptom: hosta, diarré, irritation i mun och hals, illamående och kräkningar, magont samt gulnade ögon och hud. Tillståndet förekommer bland annat då det gäller svetsning i galvaniserat material och i metallgjuterier.
Svetsare utsätts rutinmässigt för ångor. Den vanligaste formen av exponering bland svetsare uppstår vid svetsning av galvaniserat stål, där zink är den primära komponenten i galvaniseringsprocessen. Galvaniserad metall måste rengöras noggrant med slipning eller kemiska medel för att avlägsna den galvaniserade beläggningen före svetsning eller bränning. Hårdlödning och lödning kan också orsaka metallförgiftning på grund av exponering för bly, zink, koppar eller kadmium. I extrema fall kan kadmium (finns i vissa äldre silverlodlegeringar) orsaka medvetslöshet.
Zinkoxid är ett ämne som återfinns i en rad olika produkter, bland annat vissa krämer och salvor som används för att behandla mindre brännskador och irritation på huden. Det är även en ingrediens i behandlingar mot blöjutslag och hemorrojder samt kan förekomma i kosmetiska produkter, målarfärg, gummiprodukter med mera. En person som har svalt en större mängd zinkoxid bör omgående dricka vatten eller mjölk, dock inte om personen i fråga kräks eller inte är alert.

## Tecken och symptom
Tecken och symtom är i allmänhet influensaliknande. De inkluderar feber, frossa, illamående, huvudvärk, trötthet, muskelvärk, ledsmärtor, aptitlöshet, andnöd, lunginflammation, bröstsmärtor, blodtrycksförändring, yrsel och hosta. En söt eller metallisk smak i munnen har också rapporterats, tillsammans med en torr eller irriterad hals som kan leda till heshet. Symtom på en allvarligare metalltoxicitet kan också vara en brännande känsla i kroppen, chock, ingen urinproduktion, kollaps, kramper, andnöd, gula ögon eller gul hud, utslag, kräkningar, vattnig eller blodig diarré eller lågt eller högt blodtryck, som kräver omedelbar läkarvård. För zinkoxid kan uppkomsten av symtom försenas i flera timmar, men försvinner vanligtvis inom 24 till 48 timmar.

## Orsaker
Exponering uppstår vanligtvis vid heta metallbearbetningsprocesser, som smältning och gjutning av zinklegeringar, svetsning av galvaniserade metaller, hårdlödning eller lödning. Om metallen i fråga är särskild högrisk kan resterna från kallslipningsprocesser också orsaka rökfeber, även om dosen är lägre. Det kan också orsakas av elektropläterade ytor eller metallrik rostskyddsfärg, såsom kadmiumpassiverat stål eller zinkkromatprimer på flygplansdelar av aluminium. Exponering har också rapporterats vid användning av blyfri ammunition, genom att den hårdare stålkärnan avlägsnar metall från manteln på kulan och pipan på geväret.
Den mest troliga metaboliska källan till symtomen är en dosberoende frisättning av vissa cytokiner, en händelse som inträffar genom inandning av metalloxidångor som skadar lungcellerna. Detta är inte en allergisk reaktion, även om allergiska reaktioner mot metallångor kan uppstå.

## Diagnos
Diagnosen är i första hand anekdotisk, det vill säga den beror på en god yrkeshistoria. Diagnosen av metallröksfeber kan lätt missas eftersom besvären är ospecifika, liknar ett antal andra vanliga sjukdomar, och presentationen inträffar vanligtvis 2–10 timmar efter exponeringen. När luftvägssymtom är framträdande kan metallröksfeber förväxlas med akut bronkit eller lunginflammation. Diagnosen baseras främst på en historia av exponering för metalloxidångor. Cain och Fletcher (2010) rapporterar ett fall av metallröksfeber som diagnostiserades endast genom att ta en fullständig yrkesanamnes och genom nära samarbete mellan primär- och sekundärvårdspersonal.
Fysiska symtom varierar bland exponerade personer, beroende till stor del på i vilket skede av syndromet undersökningen inträffar. Patienter kan uppvisa väsande andning eller knaster i lungorna. De har vanligtvis ett ökat antal vita blodkroppar och urin, blodplasma och zinknivåer i huden kan vara förhöjda. Bröströntgenavvikelser kan också förekomma.
År 2018 rapporterades 259 fall av metallröksfeber till United States Poison Control Center.

## Behandling
Behandling av lätt metallröksfeber består av sängläge, att hålla patienten väl hydrerad och symtomatisk behandling (till exempel acetylsalicylsyra mot huvudvärk) enligt indikation. När det gäller icke-allergisk akut lungskada har standard- eller rekommenderade behandlingsmetoder inte definierats.
Konsumtionen av stora mängder mjölk, antingen före eller omedelbart efter exponering, är ett traditionellt botemedel. Den brittiska hälso- och säkerhetsledningen ifrågasätter dock detta råd och varnar: "Tro inte på historierna om att dricka mjölk före svetsning. Det hindrar inte att du får metallröksfeber."

## Förebyggande åtgärder
Förebyggande av metallröksfeber hos arbetare som är i riskzonen (som svetsare) innebär att man undviker direktkontakt med potentiellt giftiga ångor, förbättrade tekniska kontroller (utsugsventilationssystem), personlig skyddsutrustning (andningsskydd) och utbildning av arbetare angående egenskaperna hos själva syndromet och proaktiva åtgärder för att förhindra dess utveckling.